# 1738
1738 (MDCCXXXVIII) a fost un an obișnuit al calendarului gregorian, care a început într-o zi de marți.

## Evenimente
- 4 mai: Papa Clement al XII-lea emite bula In Eminenti prin care condamnă francmasoneria.
- 11 noiembrie: Pacea de la Viena încheie războiul pentru succesiunea poloneză. Principele elector al Saxoniei este confirmat ca rege sub numele de August al III-lea al Poloniei.

### Nedatate
- O nouă epidemie de ciumă la Timișoara.

## Nașteri
- 15 noiembrie: William Herschel, muzician și astronom german (d. 1822)

## Decese
- 12 mai: Karl al III-lea Wilhelm, Margraf de Baden-Durlach, 59 ani (n. 1679)